# Schmettau (adelsslægt)
 For alternative betydninger, se Schmettau. (Se også artikler, som begynder med Schmettau)
Schmettau eller Schmettow er en ungarsk eller schlesisk adelsslægt, der også har bredt sig til Mecklenburg, Brandenburg og Danmark, hvor den blev naturaliseret 1776 og 1885, men uddøde 1948. Den tyske slægt lever stadig i Tyskland.
Familien træder frem i historien under navnet Szmettay i det 14. århundrede i Ungarn og Serbien, og under kong Matthias Corvinus bredte slægten sig dernæst i Schlesien. Den 28. september 1668 udstedte kejser Leopold I et fornyelsesdiplom for slægtens adelskab og våben, og 1701 blev slægten ophøjet i rigsfriherrestanden. Den 17. februar 1717 gav kejser Karl VI familien et friherrediplom og den 24. februar 1742 blev slægten af kejser Karl VII ophøjet i rigsgrevestanden, hvilket samme år den 2. juli blev anerkendt af kong Frederik 2. af Preussen. I 1782 stiftede en grevinde von Schwerin født grevinde von Schmettau frøkenstiftet i Rietschütz. 1822 blev der udstedt et fornyet preussisk adelsdiplom.

## Historie
Den schlesiske slægt von Schmettau føres tilbage til borger i Neisse Georg Smete (nævnt 1576-1579, død senest 1604), hvis sønnesøn Georg Smete (1585-1636), der var lichtensteinsk forstmester, var fader til købmand i Breslau Georg von Schmettau (1615-1672), til købmand i Neustadt Gottfried von Schmettau (død 1668) og til købmand i Breslau Ernst von Schmettau (1622-1687), der alle 1668 fik kejserlig bekræftelse på "deres gamle adel". Ernst von Schmettau, der ejede Oberdromling, var fader til gesandt, generalløjtnant, gehejmeråd Friedrich Wilhelm (Frederik Vilhelm) Schmettau (1662-1735, gift med Anna Margrethe Brandt, 1685-1768); denne var fader til regeringsråd i Oldenburg, dansk kammerherre Leopold von Schmettau (1714-1777), der blev rigsgreve, og hvis søn var generalløjtnant, rigsgreve Gottfried Wilhelm Christian von Schmettau (1752-1823).
Af hans børn skal nævnes rigsgrevinde Eleonore Dorothea Elisabeth von Schmettau (1802-1874) — der var gift med gehejmeråd, ordenskansler Frederik Ferdinand Tillisch (1801-1889), hofjægermester, rigsgreve Christian Ludvig Leopold von Schmettau (1806-1878) — rigsgrevinde Sophie Amalie von Schmettau (1810-1893) — der ægtede gehejmekonferensråd Carl Emil Bardenfleth (1807-1857) — og kammerjunker, premierløjtnant, rigsgreve Alexander Vilhelm von Schmettau (1807-1891), der 9. oktober 1885 anerkendtes som dansk adel og med hvis søn jægermester Vilhelm Cornelius Reimert von Schmettau (1839-1906) den danske mandslinje uddøde. Ovennævnte købmand i Neustadt Gottfried von Schmettau (død 1668) var oldefader til general, rigsgreve Woldemar Hermann von Schmettau (1719-1785), hvis sønner var gesandt, rigsgreve Woldemar Friedrich von Schmettow (1749-1794) og general, rigsgreve Carl Jacob Waldemar von Schmettow (1744-1821).

### I Danmark
Ovennævnte generalløjtnant Friedrich Wilhelm von Schmettau (1662-1735) havde desuden datteren Friederike Wilhelmine von Schmettau, der i ægteskab med preussisk gehejmeråd, kammerdirektør Heinrich Wilhelm von Schmettau var moder til amtmand over Aabenraa og Løgumkloster Amter Samuel Leopold von Schmettau (1743-1830); han blev mede to søstre 1776 naturaliseret som dansk adel Schmettau [I], men fortsatte ikke slægten.
1885 udstedes adels-anerkendelses-patent til Friderich Wilhelm reichsgraf von Schmettau, tilbagevirkende til hans oldefar Frederik Vilhelm Schmettau (1662-1735) og dennes efterkommere. Schmettau [II] eller rigsgreve Schmettau.

## Personer af slægten

### I Danmark
- Frederik Vilhelm Schmettau (1662-1735), officer, diplomat, gift med Anna Margrethe Brandt (1685-1768)
- Leopold von Schmettau (1714-1777), regeringsråd i Oldenburg, dansk kammerherre
- Woldemar Hermann von Schmettau (1719-1785), rigsgreve, general, generalguvernør over Norge
- Samuel Leopold von Schmettau (1743-1830), amtmand
- Carl Jacob Waldemar von Schmettow (1744-1821), rigsgreve, officer
- Woldemar Friedrich von Schmettow (1749-1794), rigsgreve, diplomat, litterat
- Gottfried Wilhelm Christian von Schmettau (1752-1823), rigsgreve, officer
- Christian Ludvig Leopold von Schmettau (1806-1876), rigsgreve, hofjægermester

### I Tyskland
- Wolfgang von Schmettau (1648-1711), kurbrandenborgsk minister og gesandt
- Samuel von Schmettau (1684-1751), preussisk generalfeltmarskal, fra 1742 rigsgreve
- Karl Christoph von Schmettau (1696-1775), preussisk general
- Woldemar Friedrich Graf von Schmettau (1749-1794), tysk forfatter
- Friedrich Wilhelm Carl von Schmettau (1743-1806), preussisk generalløjtnant, kartograf og ejer af Schloss Köpenick
- Bernhard Graf von Schmettow (1786-1872), preussisk politiker og medlem af det preussiske herrehus i årene 1866–1872
- Ferdinande von Schmettau (1798-1879), heltinde i befrielseskrigene
- Egon Graf von Schmettow (1856-1942), preussisk officer, general af kavaleriet i 1. verdenskrig
- Eberhard Graf von Schmettow (1861-1935), tysk officer, generalløjtnant i 1. verdenskrig og generaladjudant for den tyske kejser
- Johannes Graf von Schmettow, tysklandschef for Egon Zehnder International

## Nuværende medlemmer af slægten

### Første linje
- Bernhard-Gottfried Alexander Axel Hubertus Alfred, Graf von Schmettow (født 1901)
  - Bernhard Gottfried, Graf von Schmettow (født 1930)
    - Raoul Bernhard Gottfried, Graf von Schmettow (født 1959)
    - Thomas Waldemar Werner Hubertus, Graf von Schmettow (født 1962)

  - Ingeborg Therese, komtesse von Schmettow (født 1935)
- Thomazine Leonie Marie Ruth Elisabeth, komtesse von Schmettow (1905-1975)
- Mark-Albrecht Bernhard-Gottfried Christian Axel, Graf von Schmettow (1908-1987)
- Alexander Bernhard Gottfried Richard Axel, Graf von Schmettow (født 1914)
  - Brigitte Thomazine Ursula, komtesse von Schmettow (født 1939)
  - Bodo Bernhard Alexander, Graf von Schmettow (født 1940)  
    - Alexander Bodo Hans, Graf von Schmettow (født 1975)

  - Axel Bernhard Klaus, Graf von Schmettow (født 1949)
  - Sybille Thomazine Marie Wiebke, komtesse von Schmettow  (født 1950)
  - Iris Alexandra, komtesse von Schmettow (født 1956)
  - Achim Matthias, Graf von Schmettow (født 1958)

### Anden linje
- Matthias, Graf von Schmettau (1918-1986)
  - Wolfgang Bernhard Gottfried Anton Graf von Schmettau (født 1945)
  - Rosalie Theresia Brigitta Elisabeth komtesse von Schmettau (født 1948), gift med Franz Xaver Graf von Bissingen und Nippenburg
    - Leonie komtesse von Bissingen und Nippenburg (født 1978), gift med Ferdinand Graf von Oppersdorff
      - Hermine komtesse von Oppersdorff (født 2008)

  - Nikolaus Graf von Schmettau (født 1953), gift med grevinde Maria Pila von Schmettau (født 1959 som komtesse af Wolff Metternich zur Gracht)
    - greve Cecil von Schmettau (født 1991)
    - greve Victor von Schmettau (født 1993)

  - Isabelle Maria-Theresia Colette Leonie komtesse von Schmettau (født 1960), gift med Franziskus Baron von Elverfeldt

Maria Pila er efterkommer af Vilhelm 4. af Nederlandene og hans gemalinde Anne Princess Royal (datter af Georg 2. af Storbritannien). 

### Tredje linje
- Hubertus Bernhard Gottfried Johannes Heinrich, Graf von Schmettow (1896-1983)
  - Christoph Ferdinand Bernhard Gottfried Hubertus Theodor Lazar, Graf von Schmettau (1929-2010)
    - Georg Christoph Maria Ferdinand Bernhard Gottfried Hubertus Clemens Matthias Bolko, Graf von Schmettau (født 1962)
    - Dorothea Margot Maria Paula Leonie Anina Harriet Brigitte, komtesse von Schmettau (født 1963)
    - Hubertus Christoph Maria Bernhard-Gottfried Norbert Rüdiger, Graf von Schmettau (født 1967)
    - Amelie Margot Maria Louisianne Leopoldine Dorothea Dagmar Ute, komtesse von Schmettau (født 1969)